# 선로전환기

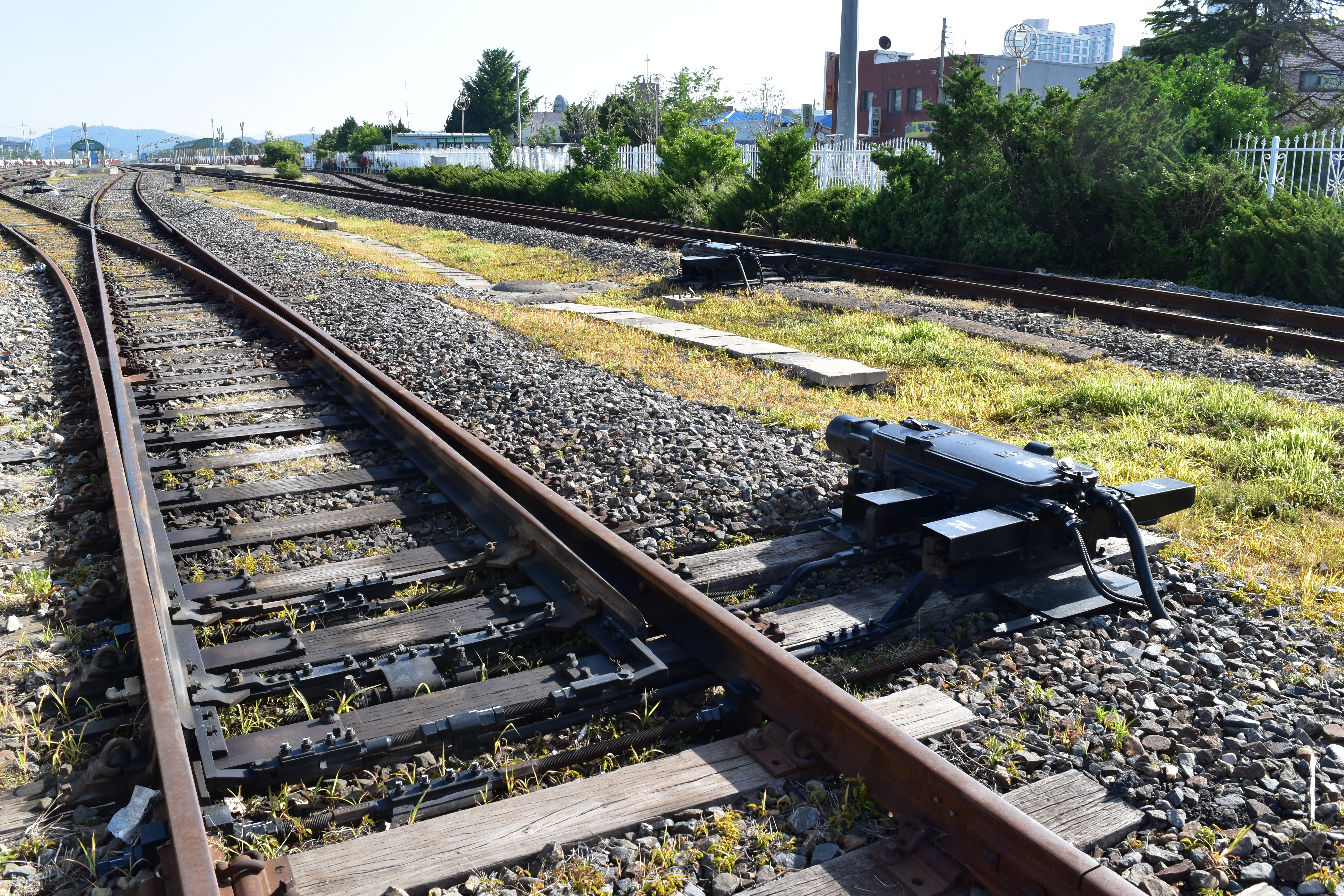
장항화물역(옛 장항역) 부근의 선로 전환기

선로전환기(線路轉換器)는 하나의 선로에서 다른 선로로 분기하기 위해 설치된 분기기의 방향을 변환시키는 장치를 말한다. 전철기(轉轍器)라고도 한다.

## 분류 방법

### 구조별 분류
보통 선로전환기
텅레일이 2개가 있으며, 좌, 우 2개의 분기에 사용하는 선로전환기이다.
탈선 선로전환기(안전측선)
열차 또는 차량이 과주로 인하여 대형 사고가 발생할 우려가 있는 장소에서 열차나 차량을 탈선시킬 목적으로 설치하는 선로전환기이다.
가동 크로싱부 선로전환기
분기기에 있는 크로싱부의 노스레일이 첨단부의 텅레일과 동일한 시간 내에 좌,우로 움직일 수 있도록 사용하는 선로전환기이다. 주로 고속철도 구간에서 사용된다.
삼지선로전환기
텅레일이 4개가 있으며, 좌, 중, 우 3개의 분기기에 사용된다.

### 전환수에 따른 분류
단동 선로전환기
1개의 취급버튼에 의해 1대의 선로전환기를 전환하는 선로전환기이다.
쌍동 선로전환기
1개의 취급버튼에 의해 2대의 선로전환기를 전환하는 선로전환기이다.
삼동 선로전환기
1개의 취급버튼에 의해 3대의 선로전환기를 전환하는 선로전환기이다.

### 사용력에 따른 분류
수동 선로전환기 (manual switch)
사람의 힘에 의해 전환되는 선로전환기이다.
스프링 선로전환기(spring switch)
열차가 진행시 차축에 의해 정위․반위 쪽으로 동작되는 선로전환기이다. 강력한 스프링의 작용으로 평상시는 교통이 빈번한 방향으로 개통되어 있으며 개통되지 않은 방향에서 차량이 배향으로 나오는 경우 첨단 레일을 차축으로 밀면서 진행을 하며 통과 후에는 스프링의 힘에 의해 자동으로 복귀된다. 일반 철도에는 위험하기 때문에 사용이 되지 않으며 유니세프 나눔열차나 산림철도 등에서 사용되고 있다.
동력 선로전환기(switch machine)
전기 및 압축공기의 힘에 의해 전환되는 선로전환기이다.

## 기계선로전환기
첨단레일을 연결간에 연결시키고 이 연결간을 사람의 힘에 의해서 움직이는 수동식 선로 전환기를 기계선로전환기라 한다.

### 종류

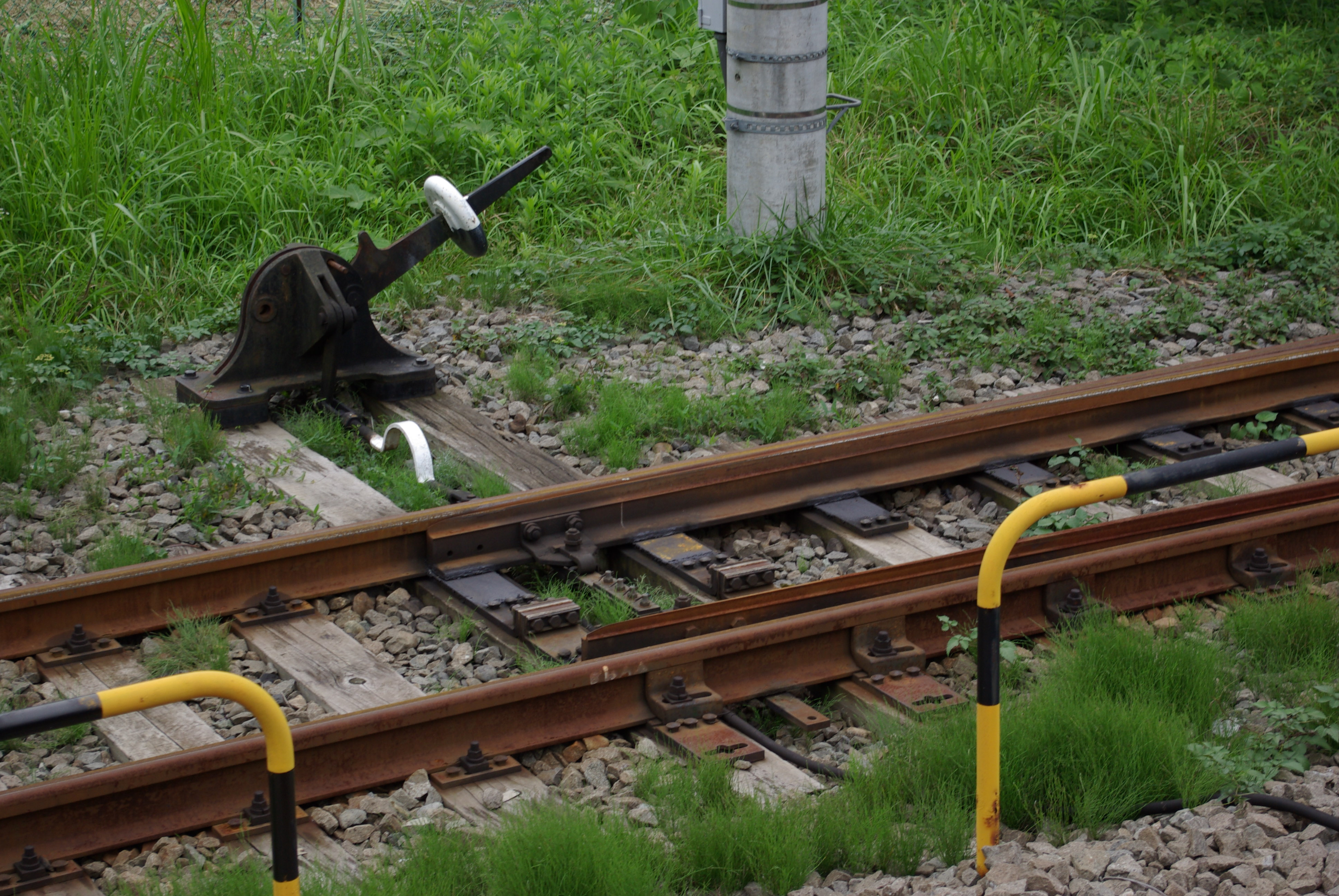
추병 선로전환기

NS형 선로전환기

추병 선로전환기 (weighted point)
전환레버에 붙은 원판형과 추(錘)의 무게로 첨단레일을 정,반위로 전환하는 선로전환기이다. 주로 측선에 사용되며, 추의 무게에 따라 작동되기 때문에 밀착력이 약하다.
핸들부 선로전환기 표지 (switch stand with ratchet handle)
전환력을 많이 필요로 하지 않는 선로전환기의 전환 장치로서 핸들을 돌려서 선로전환기를 전환하고 핸들을 표지대의 홈에 넣어 분기기를 쇄정하는 구조로 되어 있다. 정반위 표시는 주,야간에 따라 다른데, 주간에는 몸체에 붙어 있는 표지의 모양(정위:원형, 반위:화살깃형)으로 표시하고, 야간에는 등의 색깔(정위:청색, 반위:등황색)로 표시된다.
전철레버 (lever)
선로전환기를 현장에서 수동으로 전환시키는 레버로 전환력이 큰 곳에 설치되어 있으며 보안도를 높인 기계선로전환기이다. 1개의 리버로 1대의 선로전환기를 전환시키는 전철단동기(single point lever)와 1개의 리버로 2대의 선로전환기를 전환시키는 전철쌍동기(double point lever)로 구분된다. 정반위 표시는 주,야간에 따라 다른데, 주간에는 몸체에 붙어 있는 표지의 모양(정위:원형, 반위:화살깃형)으로 표시하고, 야간에는 등의 색깔(정위:청색, 반위:등황색)로 표시된다.

## 전기선로전환기
전동기를 이용하여 전환하는 선로전환기이다. 원거리에 설치한 선로전환기와 사용 횟수가 많은 선로전환기를 일일이 사람의 힘으로 작동시키는 것은 어려우며 동작의 확인도 불확실해서 사용하게 되었다. 구성요소는 전환장치와 쇄정장치이다.

### 종류
NS형 선로전환기
오늘날 대부분의 철도 구간에서 가장 많이 사용하는 전기선로전환기로 높은 신뢰성과 안전성이 있다. 정격은 교류 110/220[V]에 단상 60[Hz]이며 과부하 또는 전동기 공회전시 전동기를 보호하기 위하여 마찰클러치를 사용하고 있다. 그러나 그 때문에 온도변화에 민감하여 매년 늦은 봄에는 클러치를 조여서 여름에 전환력이 약해지는 것을 대비하고 늦가을에는 클러치를 풀어서 겨울에 관성력이 약해지는 것을 대비한다. 전동기는 콘덴서 기동형 단상유도전동기로 2상 4극이며, 기동력이 크다.
NS-AM형 선로전환기
기본적인 요소는 NS형 선로전환기와 비슷하나 클러치는 영구자석을 이용한 비접촉 구조로 되어 있는 전자클러치를 사용하는 선로전환기이다.
노즈 가동형 선로전환기(MJ81형)
프랑스의 알스톰사에서 개발한 전기선로전환기로 현재 프랑스 고속철도와 대한민국의 경부고속선 서울 ~ 동대구 구간 및 기존선/고속선 연결선에 사용되고 있다. 정격 전압은 교류 220/380[V]이며, 3상을 사용하여 동작전류가 적게 소요되면서도 전환력이 크고 기온변화나 첨단반발에 의한 영향을 받지 않는다.
침목형 선로전환기
첨단밀착 및 쇄정검출기능을 보유하고 있는 선로전환기로 선로 내(중앙)에 설치할 수 있는 선로전환기이다. 현재 유럽 철도 및 부산지하철 2호선에서 사용하고 있다.
차상선로전환장치
조차장 구내 및 입환 전용선이 있는 일반 역 구내에서 선로전환기를 신호 취급소의 조작 판에서 전환하는 복잡성을 피하기 위하여 배향 운전의 경우에는 차량의 차륜에 의해 레일 스위치를 밟으면 자동 전환되고, 대향으로 운전할 때는 진행 중인 열차 위에서 수송원 또는 열차 승무원이 조작 리버를 취급하여 분기기를 전환하는 선로전환장치이다.

## 참고 문헌
- 대한민국 철도청. 2004. 철도신호용어편람. 철도청(232쪽, 444쪽, 463쪽, 522쪽)
- 박재영, 홍원식, 전병록. 2007. 철도신호공학. 서울:동일출판사(102쪽 ~ 130쪽) (ISBN 89-381-0510-5)